# Giovanni I Sanudo
Giovanni I Sanudo (fallecido en 1362) fue el sexto duque de Naxos desde 1341 hasta su muerte.
Era el hermano y sucesor de Niccolò I e hijo de Guiglelmo I. Su otro hermano fue Marco Sanudo, señor de Milos.
En 1344, los turcos otomanos ocuparon parte de Naxos, esclavizando a 6.000 habitantes. Giovanni era un partidario de Venecia en su guerra contra Génova, pero fue capturado y llevado cautivo a Génova en 1354. Fue liberado por los términos del tratado de paz de 1355.
Con su esposa María, dejó una hija, Fiorenza, que le sucedió.